# Tour de France 2021/15. Etappe
Die 15. Etappe der Tour de France 2021 führte am 11. Juli 2021 über 191,3 Kilometer von Céret nach Andorra la Vella. Die Fahrer bewältigten dabei drei Bergwertungen der ersten Kategorie: Nach 86 Kilometern den Montée de Mont-Louis, nach 146 Kilometern den Port d’Envalira – zugleich Souvenir Henri Desgrange – und 14,8 Kilometer vor dem Ziel der Col de Beixali, von dem die Abfahrt ins Ziel erfolgte. Vor dem Port d'Envalira wurde mit dem Col de Puymorens bei km 133 ein Anstieg der zweiten Kategorie überquert.
Etappensieger wurde Sepp Kuss (Jumbo-Visma) mit 23 Sekunden Vorsprung auf Alejandro Valverde (Movistar Team) und 1:15 Minuten auf Wout Poels (Bahrain Victorious), der eine Verfolgergruppe ins Ziel führte und die Führung in der Bergwertung von Michael Woods (Israel Start-Up Nation) übernahm. Tadej Pogačar (UAE Team Emirates) kam mit den meisten der im Gesamtklassement vorne Platzierten 4:51 Minuten nach dem Sieger ins Ziel und verteidigte sein Gelbes Trikot. Der bisherige Gesamtzweite Guillaume Martin (Cofidis) verlor 8:45 Minuten und rutsche auf den neunten Gesamtrang.

## Verlauf
Nach rund 20 umkämpften Anfangskilometern setzten sich verteilt auf zwei Gruppen insgesamt 32 Fahrer vom Feld ab. Die beiden Gruppen vereinigten sich nach 35 Kilometern. Die ersten 19 Plätze des Tagesklassements wurden durch Fahrer dieser Gruppe belegt. Aus der Gruppe heraus gewann der Zweitplatzierte der Punktewertung, Michael Matthews (BikeExchange), den Zwischensprint des Tages bei Kilometer 67. Die vier Erstplatzierten der Bergwertung Michael Woods, Nairo Quintana (Arkéa-Samsic), Wout Poels und Wout van Aert (Jumbo-Visma) waren ebenfalls Teil dieser Gruppe und machten die ersten drei kategorisierten Anstiege unter sich aus: Poels gewann an der Montée de Mont-Louis, Van Aert gewann am Col de Puymorens und Quintana gewann am Port d'Envalira, Woods gehörte stets zu den Platzierten. Am Col de Beixalis startete Kuss seine erfolgreiche Attacke. Im Peloton verschärfte Richard Carapaz’ Mannschaft Ineos Grenadiers das Tempo zusammen mit dem Enric Mas’ Movistar Team im Anstieg zum Col de Puymorens, was dazu führte, dass sich die Favoritengruppe verkleinerte und Pogačar isoliert wurde, ohne allerdings in Schwierigkeiten zu geraten. Der Gesamtzweite verlor in der Abfahrt vom Port d'Envalira den Anschluss an die Favoritengruppe.

## Ergebnis
| \| Etappenergebnis \| Etappenergebnis \| Etappenergebnis \| Etappenergebnis \| Etappenergebnis \| \| Fahrer \| Fahrer \| Land \| Team \| Zeit \| \| --------------- \| ---------------------- \| ------------------ \| ---------------------- \| --------------- \| \| 1. \| Sepp Kuss \| Vereinigte Staaten \| Jumbo-Visma \| 5 h 12 min 06 s \| \| 2. \| Alejandro Valverde \| Spanien \| Movistar Team \| + 23 s \| \| 3. \| Wout Poels \| Niederlande \| Bahrain Victorious \| + 1 min 15 s \| \| 4. \| Ion Izagirre \| Spanien \| Astana-Premier Tech \| + 1 min 15 s \| \| 5. \| Ruben Guerreiro \| Portugal \| EF Education-Nippo \| + 1 min 15 s \| \| 6. \| Nairo Quintana \| Kolumbien \| Arkéa-Samsic \| + 1 min 15 s \| \| 7. \| David Gaudu \| Frankreich \| Groupama-FDJ \| + 1 min 15 s \| \| 8. \| Daniel Martin \| Irland \| Israel Start-Up Nation \| + 1 min 22 s \| \| 9. \| Franck Bonnamour \| Frankreich \| B&B Hotels p/b KTM \| + 1 min 22 s \| \| 10. \| Aurélien Paret-Peintre \| Frankreich \| AG2R Citroën Team \| + 1 min 22 s \| |                        |                    |                        |                 |
| |                        |                    |                        |                 |
| Quelle: ProCyclingStats |                        |                    |                        |                 |
| Etappenergebnis |                        |                    |                        |                 |
| Fahrer | Fahrer                 | Land               | Team                   | Zeit            |
| 1. | Sepp Kuss              | Vereinigte Staaten | Jumbo-Visma            | 5 h 12 min 06 s |
| 2. | Alejandro Valverde     | Spanien            | Movistar Team          | + 23 s          |
| 3. | Wout Poels             | Niederlande        | Bahrain Victorious     | + 1 min 15 s    |
| 4. | Ion Izagirre           | Spanien            | Astana-Premier Tech    | + 1 min 15 s    |
| 5. | Ruben Guerreiro        | Portugal           | EF Education-Nippo     | + 1 min 15 s    |
| 6. | Nairo Quintana         | Kolumbien          | Arkéa-Samsic           | + 1 min 15 s    |
| 7. | David Gaudu            | Frankreich         | Groupama-FDJ           | + 1 min 15 s    |
| 8. | Daniel Martin          | Irland             | Israel Start-Up Nation | + 1 min 22 s    |
| 9. | Franck Bonnamour       | Frankreich         | B&B Hotels p/b KTM     | + 1 min 22 s    |
| 10. | Aurélien Paret-Peintre | Frankreich         | AG2R Citroën Team      | + 1 min 22 s    |

## Gesamtstände
| \| Gesamtwertung \| Gesamtwertung \| Gesamtwertung \| Gesamtwertung \| Gesamtwertung \| \| Fahrer \| Fahrer \| Land \| Team \| Zeit \| \| ------------- \| ---------------- \| ------------- \| ------------------- \| ---------------- \| \| 1. \| Tadej Pogačar \| Slowenien \| UAE Team Emirates \| 62 h 07 min 18 s \| \| 2. \| Rigoberto Urán \| Kolumbien \| EF Education-Nippo \| + 5 min 18 s \| \| 3. \| Jonas Vingegaard \| Dänemark \| Jumbo-Visma \| + 5 min 32 s \| \| 4. \| Richard Carapaz \| Ecuador \| Ineos Grenadiers \| + 5 min 33 s \| \| 5. \| Ben O’Connor \| Australien \| AG2R Citroën Team \| + 5 min 58 s \| \| 6. \| Wilco Kelderman \| Niederlande \| Bora-Hansgrohe \| + 6 min 16 s \| \| 7. \| Alexei Luzenko \| Kasachstan \| Astana-Premier Tech \| + 7 min 01 s \| \| 8. \| Enric Mas \| Spanien \| Movistar Team \| + 7 min 11 s \| \| 9. \| Guillaume Martin \| Frankreich \| Cofidis \| + 7 min 58 s \| \| 10. \| Pello Bilbao \| Spanien \| Bahrain Victorious \| + 10 min 59 s \| |                  |             |                     |                  |
| |                  |             |                     |                  |
| Quelle: ProCyclingStats |                  |             |                     |                  |
| Gesamtwertung |                  |             |                     |                  |
| Fahrer | Fahrer           | Land        | Team                | Zeit             |
| 1. | Tadej Pogačar    | Slowenien   | UAE Team Emirates   | 62 h 07 min 18 s |
| 2. | Rigoberto Urán   | Kolumbien   | EF Education-Nippo  | + 5 min 18 s     |
| 3. | Jonas Vingegaard | Dänemark    | Jumbo-Visma         | + 5 min 32 s     |
| 4. | Richard Carapaz  | Ecuador     | Ineos Grenadiers    | + 5 min 33 s     |
| 5. | Ben O’Connor     | Australien  | AG2R Citroën Team   | + 5 min 58 s     |
| 6. | Wilco Kelderman  | Niederlande | Bora-Hansgrohe      | + 6 min 16 s     |
| 7. | Alexei Luzenko   | Kasachstan  | Astana-Premier Tech | + 7 min 01 s     |
| 8. | Enric Mas        | Spanien     | Movistar Team       | + 7 min 11 s     |
| 9. | Guillaume Martin | Frankreich  | Cofidis             | + 7 min 58 s     |
| 10. | Pello Bilbao     | Spanien     | Bahrain Victorious  | + 10 min 59 s    |

| Punktewertung | Punktewertung      | Punktewertung          | Punktewertung         | Punktewertung |
| Fahrer        | Fahrer             | Land                   | Team                  | Punkte        |
| ------------- | ------------------ | ---------------------- | --------------------- | ------------- |
| 1.            | Mark Cavendish     | Vereinigtes Königreich | Deceuninck-Quick Step | 279 P.        |
| 2.            | Michael Matthews   | Australien             | BikeExchange          | 207 P.        |
| 3.            | Jasper Philipsen   | Belgien                | Alpecin-Fenix         | 174 P.        |
| 4.            | Sonny Colbrelli    | Italien                | Bahrain Victorious    | 159 P.        |
| 5.            | Julian Alaphilippe | Frankreich             | Deceuninck-Quick Step | 135 P.        |
| 6.            | Tadej Pogačar      | Slowenien              | UAE Team Emirates     | 103 P.        |
| 7.            | Wout van Aert      | Belgien                | Jumbo-Visma           | 101 P.        |
| 8.            | Michael Mørkøv     | Dänemark               | Deceuninck-Quick Step | 95 P.         |
| 9.            | Matej Mohorič      | Slowenien              | Bahrain Victorious    | 81 P.         |
| 10.           | Bauke Mollema      | Niederlande            | Trek-Segafredo        | 76 P.         |

| Bergwertung | Bergwertung        | Bergwertung | Bergwertung            | Bergwertung |
| Fahrer      | Fahrer             | Land        | Team                   | Punkte      |
| ----------- | ------------------ | ----------- | ---------------------- | ----------- |
| 1.          | Wout Poels         | Niederlande | Bahrain Victorious     | 74 P.       |
| 2.          | Michael Woods      | Kanada      | Israel Start-Up Nation | 66 P.       |
| 3.          | Nairo Quintana     | Kolumbien   | Arkéa-Samsic           | 64 P.       |
| 4.          | Wout van Aert      | Belgien     | Jumbo-Visma            | 64 P.       |
| 5.          | Bauke Mollema      | Niederlande | Trek-Segafredo         | 41 P.       |
| 6.          | Kenny Elissonde    | Frankreich  | Trek-Segafredo         | 27 P.       |
| 7.          | Tadej Pogačar      | Slowenien   | UAE Team Emirates      | 26 P.       |
| 8.          | Ben O’Connor       | Australien  | AG2R Citroën Team      | 24 P.       |
| 9.          | Sergio Higuita     | Kolumbien   | EF Education-Nippo     | 24 P.       |
| 10.         | Julian Alaphilippe | Frankreich  | Deceuninck-Quick Step  | 20 P.       |

| Nachwuchswertung | Nachwuchswertung       | Nachwuchswertung       | Nachwuchswertung   | Nachwuchswertung  |
| Fahrer           | Fahrer                 | Land                   | Team               | Zeit              |
| ---------------- | ---------------------- | ---------------------- | ------------------ | ----------------- |
| 1.               | Tadej Pogačar          | Slowenien              | UAE Team Emirates  | 62 h 07 min 18 s  |
| 2.               | Jonas Vingegaard       | Dänemark               | Jumbo-Visma        | + 5 min 32 s      |
| 3.               | Aurélien Paret-Peintre | Frankreich             | AG2R Citroën Team  | + 21 min 15 s     |
| 4.               | David Gaudu            | Frankreich             | Groupama-FDJ       | + 27 min 15 s     |
| 5.               | Sergio Higuita         | Kolumbien              | EF Education-Nippo | + 57 min 26 s     |
| 6.               | Mark Donovan           | Vereinigtes Königreich | Team DSM           | + 1 h 22 min 49 s |
| 7.               | Valentin Madouas       | Frankreich             | Groupama-FDJ       | + 1 h 25 min 30 s |
| 8.               | Neilson Powless        | Vereinigte Staaten     | EF Education-Nippo | + 1 h 33 min 02 s |
| 9.               | Jonas Rutsch           | Deutschland            | EF Education-Nippo | + 1 h 56 min 00 s |
| 10.              | Brent Van Moer         | Belgien                | Lotto-Soudal       | + 2 h 00 min 42 s |

| Mannschaftswertung | Mannschaftswertung  | Mannschaftswertung           | Mannschaftswertung |
| Team               | Team                | Land                         | Zeit               |
| ------------------ | ------------------- | ---------------------------- | ------------------ |
| 1.                 | Bahrain Victorious  | Bahrain                      | 187 h 10 min 05 s  |
| 2.                 | EF Education-Nippo  | Vereinigte Staaten           | + 11 min 37 s      |
| 3.                 | AG2R Citroën Team   | Frankreich                   | + 26 min 21 s      |
| 4.                 | Jumbo-Visma         | Niederlande                  | + 32 min 02 s      |
| 5.                 | Ineos Grenadiers    | Vereinigtes Königreich       | + 33 min 24 s      |
| 6.                 | Trek-Segafredo      | Vereinigte Staaten           | + 40 min 15 s      |
| 7.                 | Bora-Hansgrohe      | Deutschland                  | + 50 min 16 s      |
| 8.                 | Movistar Team       | Spanien                      | + 56 min 12 s      |
| 9.                 | Astana-Premier Tech | Kasachstan                   | + 56 min 46 s      |
| 10.                | UAE Team Emirates   | Vereinigte Arabische Emirate | + 1 h 35 min 26 s  |

## Ausgeschiedene Fahrer
- Nacer Bouhanni (Team Arkéa-Samsic): aufgegeben
- Edvald Boasson Hagen (TotalEnergies): Karenzzeit überschritten[3]